# Équipe de Suisse automobile
 (signalé en mai 2025).
Si vous disposez d'ouvrages ou d'articles de référence ou si vous connaissez des sites web de qualité traitant du thème abordé ici, merci de compléter l'article en donnant les références utiles à sa vérifiabilité et en les liant à la section « Notes et références ».
- Archive Wikiwix
- Bing
- Cairn
- DuckDuckGo
- E. Universalis
- Gallica
- Google
- G. Books
- G. News
- G. Scholar
- Persée
- Qwant
- (zh) Baidu
- (ru) Yandex
- (wd) trouver des œuvres sur Wikidata

L'A1 Team Suisse est l'équipe nationale de Suisse participante à la coupe du monde A1 Grand Prix. Elle a remporté la saison 2007/2008 avec Neel Jani.

## Historique

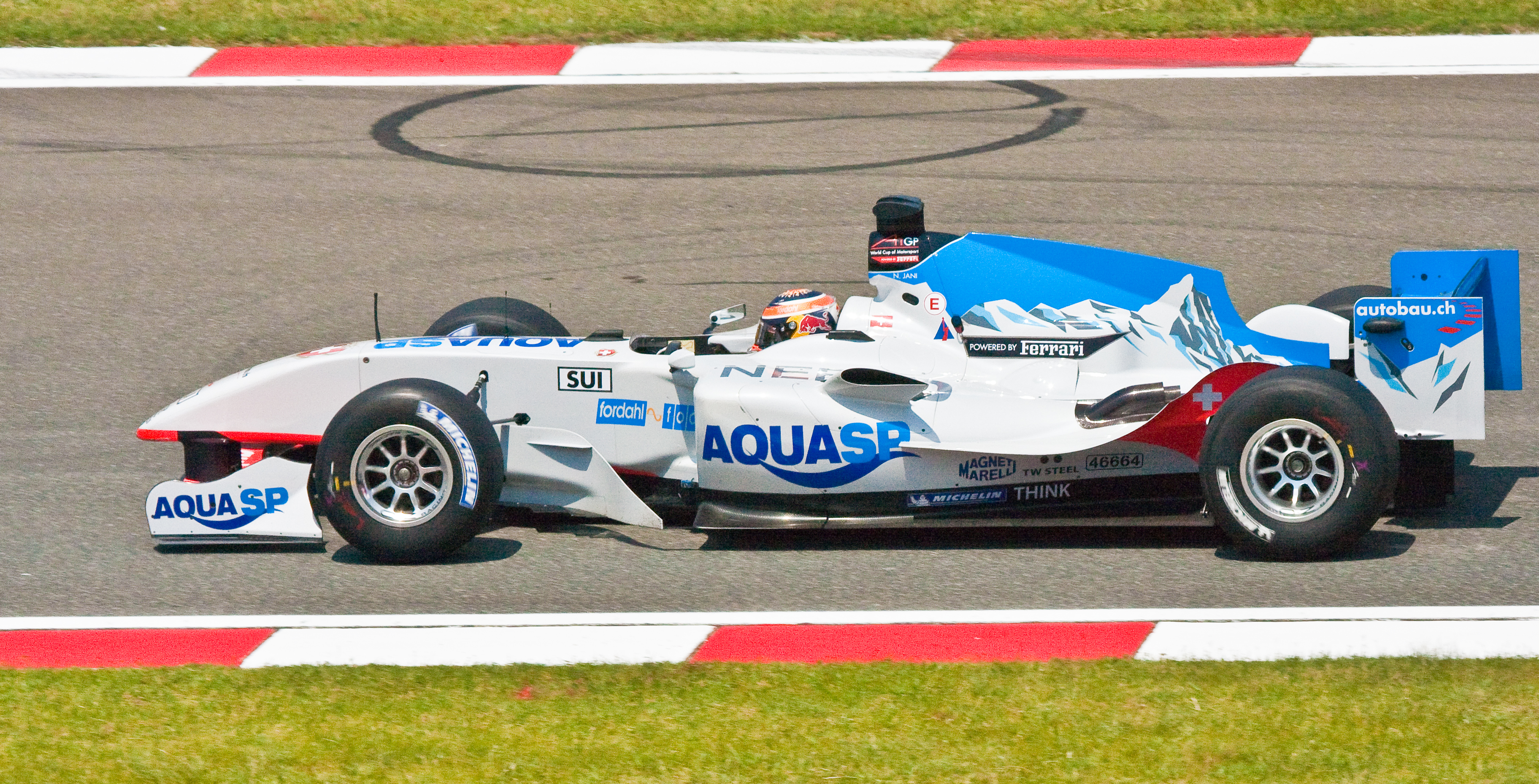
La monoplace de l'A1 Team Switzerland à Kyalami en 2009

Au début du XXe siècle, la Suisse s'intéresse relativement peu aux compétitions automobile contrairement à ses voisins la France, l'Italie, l'Allemagne et l'Autriche-Hongrie. Lors des Coupes Gordon Bennett aucun pilote suisse ne représente son pays. L'édition 1902 devait contenir un parcours en Suisse de Bâle à Zurich mais elle fut neutralisée sur cette portion.
Lors des courses quatre édition A1 Grand Prix, la Suisse s'est principalement reposée sur le pilote Neel Jani. La première année, la Suisse obtient de bons résultats en enchainant les podiums mais n'obtient qu'une seule victoire et termine deuxième derrière la France. La deuxième saison est plus compliqué malgré l'aide de Marcel Fässler et du jeune espoir suisse Sébastien Buemi et termine huitième. Pour les deux dernières saisons Jani est l'unique pilote. Il remporte huit courses ce qui permet à la Suisse d'être vainqueur à l'issue de la troisième édition et vice-champion lors de la quatrième.

## Palmarès
- 2005-2006 :  Vice-champion avec 121 points
- 2006-2007 : 8e avec 50 points
- 2007-2008 :  Champion avec 168 points
- 2008-2009 :  Vice-champion avec 95 points

## Pilotes
- 2005-2006 : Neel Jani, Giorgio Mondini
- 2006-2007 : Neel Jani, Sébastien Buemi, Marcel Fässler
- 2007-2008 : Neel Jani
- 2008-2009 : Neel Jani